# Yorick Le Saux
Yorick Le Saux (* 10. August 1968 in Neuilly-sur-Seine, Frankreich) ist ein französischer Kameramann.

## Leben
Le Saux studierte an Frankreichs bedeutendster Filmhochschule La fémis in Paris, wo er François Ozon kennenlernte. Mit der Realisierung erster studentischer Kurzfilme begann eine jahrelange Kooperation.
Neben Ozon arbeitete er auch wiederholt mit Emmanuel Bourdieu, Xavier Giannoli, Luca Guadagnino und Olivier Assayas zusammen. Als Chefkameramann war er seit den 1990er Jahren an rund 40 Produktionen beteiligt. Außerdem hat er Werbefilme u. a. für Prada, Chanel, Versace und Trussardi gedreht.
Er wurde für seine Arbeit 2011 für den Chlotrudis Award und 2015 für den César nominiert.

## Filmografie (Auswahl)
- 1994: Action vérité (Kurzfilm)
- 1996: Ein Sommerkleid (Une robe d’été) (Kurzfilm)
- 1998: Sitcom
- 2001: Candidature
- 2003: Es brennt in mir (Les corps impatients)
- 2003: Nicht zu verheiraten (Vert paradis)
- 2003: Swimming Pool
- 2004: 5×2 – Fünf mal zwei (5x2)
- 2005: Ich darf nicht schlafen (Une aventure)
- 2006: Chanson d’Amour (Quand j’étais chanteur)
- 2008: Boarding Gate
- 2008: Julia
- 2009: I Am Love (Io sono l'amore)
- 2010: Carlos – Der Schakal (Carlos)
- 2010: Das Schmuckstück (Potiche)
- 2012: Arbitrage
- 2013: Only Lovers Left Alive
- 2013: Walking Stories
- 2014: Die Wolken von Sils Maria (Sils Maria)
- 2015: A Bigger Splash
- 2016: Personal Shopper
- 2018: Zwischen den Zeilen (Doubles vies)
- 2018: High Life
- 2019: Little Women
- 2020: We Are Who We Are (Serie)
- 2021: Evolution
- 2021: Tromperie
- 2022: Irma Vep
- 2024: Blitz